# The Ranchman's Vengeance
The Ranchman's Vengeance est un film muet américain réalisé par Allan Dwan et sorti en 1911.

## Fiche technique
- Réalisation : Allan Dwan
- Durée : 10 minutes
- Dates de sortie : États-Unis : 15 mai 1911

## Distribution
- J. Warren Kerrigan : Lorenz Pedro
- Dot Farley : Marie
- George Periolat : Manuelito
- Gilbert P. Hamilton : Tom Flint